# Francisco López Alfaro
Francisco Javier López Alfaro más conocido como Francisco (Osuna, Sevilla, Andalucía, 1 de noviembre de 1962) es un exfutbolista y entrenador de fútbol español.

## Carrera deportiva
Jugador canterano del Sevilla FC, pasando por la escuela de fútbol de Altair, debutó con el primer equipo en la temporada 1981-1982 de la mano de Manolo Cardo en un encuentro en La Romareda en el que el equipo hispalense se impuso por 1 a 4 y que la prensa tituló <<Zaragoza-1 Pintinho-4>>. Con el Sevilla, donde permaneció hasta 1990, jugó 304 partidos y marcó 22, entre ellos el que se llamó el gol de Tejero que dio la victoria al Sevilla en el Benito Villamarín contra el Betis por 1 a 2.
En 1990 fue traspasado al RCD Espanyol, pero una lesión hizo que se retirara en 1997. En el Espanyol se convirtió en el jugador con la cláusula de rescisión más cara del mundo.
En toda su carrera jugó en Liga 436 partidos y marcó 42 goles, fue internacional en 20 ocasiones
Tras pasar por la Selección Sub-19, Sub-20 y Sub-21; debutó con la absoluta en un encuentro contra Islandia. Es el segundo futbolista del Sevilla (tras Jesús Navas) que más veces ha vestido la camiseta de la selección española, con un total de 20 encuentros, siendo titular en el inolvidable conjunto nacional que quedó subcampeón en la Eurocopa 1984, así como en la Copa Mundial de Fútbol de 1986 en México,
Es el XII Dorsal de Leyenda del Sevilla FC, máxima distinción que otorga el club a sus exjugadores.

## Trayectoria como entrenador
| Equipo                           | País   | Año       |
| -------------------------------- | ------ | --------- |
| Coria Club de Fútbol             | España | 2000-2001 |
| Real Jaén                        | España | 2001-2002 |
| Club de Fútbol Extremadura       | España | 2002-2003 |
| Unió Esportiva Figueres          | España | 2004      |
| Club Deportivo Numancia          | España | 2004-2005 |
| Club de Fútbol Badalona          | España | 2006-2008 |
| Club Deportivo Atlético Baleares | España | 2009      |
| Sevilla Fútbol Club "C"          | España | 2010      |